# Clarksville (Tennessee)
Clarksville es una ciudad ubicada en el condado de Montgomery en el estado estadounidense de Tennessee. En el Censo de 2010 tenía una población de 132.929 habitantes y una densidad poblacional de 522,22 personas por km².

## Geografía
Clarksville se encuentra ubicada en las coordenadas 36°31′47″N 87°21′33″O / 36.52972, -87.35917. Según la Oficina del Censo de los Estados Unidos, Clarksville tiene una superficie total de 254.54 km², de la cual 252.79 km² corresponden a tierra firme y (0.69%) 1.75 km² es agua.

## Demografía
Según el censo de 2010, había 132929 personas residiendo en Clarksville. La densidad de población era de 522,22 hab./km². De los 132929 habitantes, Clarksville estaba compuesto por el 65.6% blancos, el 23.23% eran afroamericanos, el 0.61% eran amerindios, el 2.3% eran asiáticos, el 0.47% eran isleños del Pacífico, el 2.61% eran de otras razas y el 5.1% pertenecían a dos o más razas. Del total de la población el 9.3% eran hispanos o latinos de cualquier raza.Por último, el censo registraba un 4.4 % de inmigrantes residiendo en la ciudad.